# Тиндюк Ганна Кузьмівна
Ганна Кузьмівна Тиндюк (?, тепер Луцького району Волинської області) — українська радянська діячка, новатор сільськогосподарського виробництва, ланкова колгоспу «Радянська Волинь» Торчинського (потім — Луцького) району Волинської області. Депутат Верховної Ради УРСР 5-го скликання.

## Біографія
Народилася в селянській родині. Закінчила сільську школу.
З 1950-х років — ланкова колгоспу «Радянська Волинь» села Смолигів Торчинського (потім — Луцького) району Волинської області.